# Crêt du Midi (Alpes valaisannes)
Pour les articles homonymes, voir Crêt du Midi.
Le crêt du Midi est un sommet des Alpes valaisannes situé sur la commune de Chalais en Valais. Il est relié à la station de ski de Vercorin par la télécabine Vercorin-Crêt-du-Midi.